# 579年
| 千纪： | 1千纪                                                                                                  |
| 世纪： | 5世纪 \| 6世纪 \| 7世纪                                                                                |
| 年代： | 540年代 \| 550年代 \| 560年代 \| 570年代 \| 580年代 \| 590年代 \| 600年代                              |
| 年份： | 574年 \| 575年 \| 576年 \| 577年 \| 578年 \| 579年 \| 580年 \| 581年 \| 582年 \| 583年 \| 584年        |
| 纪年： | 己亥年（猪年）；高昌延昌十九年；西梁天保十八年；南朝陳太建十一年；北周大成元年，大象元年；新罗鴻濟八年 |

## 大事记
- 中国
  - 二月——北周宣帝传位给靜帝。

## 出生
- 房玄龄，唐朝丞相（648年去世，69岁）

## 逝世
- 7月30日——本篤一世，教皇。
- 霍斯勞一世，波斯薩珊王朝皇帝。